# KESAKAシステム
株式会社KESAKAシステム（けさかしすてむ、英称:KESAKA System, inc.）は、非接触ICカード技術「FeliCa」を用いてマンションや戸建、ホテル、オフィス等の鍵を提供している会社。
特におサイフケータイを使い、通信させることで新しい鍵のサービス「kesakaサービス」を提供している。

## 概要
早川不動産のIT部門として2002年にスタート。
NTTドコモとの実証実験を経て、世界で初めておサイフケータイを鍵として利用できる仕組みを開発。
マンションの住戸から共用部に至るまでネットワーク化を行い「高セキュリティ」と「利便性」を売りにしている。
第1号物件に福岡県の分譲マンションにサービス提供を開始。
当時はNTTドコモのみ対応で、帰宅通知、施錠確認、合鍵発行といった機能を中心に「kesakaサービス」を提供した。
その後、Softbank、au、ディズニーモバイルと対応キャリア・対応機種を拡大し、サービスを拡大。
分譲マンション、賃貸マンションに関わらず、戸建て、ホテル、オフィス、店舗にまで対象を広げ、
おサイフケータイを利用した鍵の提供を行っている。

### kesaka-ID
KESAKAシステムがICカードやおサイフケータイ内のFeliCaチップの共通領域に書き込む独自のID。

### kesakaサービス
おサイフケータイの機能を使い、鍵に通信させることで生み出されたサービス。
遠隔施錠、帰宅通知、施錠確認、合鍵発行、解錠履歴といった機能が利用できる。
- 遠隔施錠：自宅の鍵を外出先から鍵をかけることができる機能。
- 合鍵発行：携帯電話のメールで、相手に合鍵を渡すことができる機能。利用期限の設定や鍵の失効も自由に行える。
- 帰宅通知：玄関の解錠のタイミングで、指定のメールアドレスに通知できる機能。
- 解錠履歴：いつ誰が解錠したのかの履歴を確認する機能。

## 沿革
- 2002年 早川不動産IT部門にてFeliCaプロジェクトスタート。
- 2004年 日本初ICカード搭載iモード対応携帯電話を各ドア・エントランスの鍵として採用したマンションを設立し、株式会社KESAKAシステムを設立。福岡市内にてkesakaサービス運用開始。
- 2005年 グリーンシート参考推薦企業認定。MCPC(奨励賞受賞)。
- 2006年 フェリカネットワークスのソリューションパートナーとなる。KESAKAシステム導入ホテル『KESAKA inn』完成。
- 2007年 本社を東京都新宿区に移転。
- 2011年　本社を東京都江戸川区に移転。
- 2013年 おサイフケータイ鍵サービスを含むキーサービス事業を株式会社シブタニへ事業譲渡。Tebra F IDに名称変更。